# Municipio de Liberty (condado de Pope)
El municipio de Liberty (en inglés: Liberty Township) es un municipio ubicado en el condado de Pope en el estado estadounidense de Arkansas. En el año 2010 tenía una población de 837 habitantes y una densidad poblacional de 5,71 personas por km².

## Geografía
El municipio de Liberty se encuentra ubicado en las coordenadas 35°30′10″N 93°2′22″O / 35.50278, -93.03944. Según la Oficina del Censo de los Estados Unidos, el municipio tiene una superficie total de 146.7 km², de la cual 146,7 km² corresponden a tierra firme y (0,01 %) 0,01 km² es agua.

## Demografía
Según el censo de 2010, había 837 personas residiendo en el municipio de Liberty. La densidad de población era de 5,71 hab./km². De los 837 habitantes, el municipio de Liberty estaba compuesto por el 96,89 % blancos, el 1,08 % eran amerindios, el 0,12 % eran asiáticos, el 0,24 % eran isleños del Pacífico, el 0,36 % eran de otras razas y el 1,31 % eran de una mezcla de razas. Del total de la población el 0,96 % eran hispanos o latinos de cualquier raza.